# The Elder Scrolls II: Daggerfall
Az Elder Scrolls II: Daggerfall egy nyílt világú szerepjátékos (RPG) videojáték, amelyet a Bethesda Softworks fejlesztett és publikált. Az Elder Scrolls sorozat második játéka, az 1994-es The Elder Scrolls: Arena után, 1996. szeptember 20-án jelent meg. Kritikus és kereskedelmi siker volt az induláskor. Az utód, a The Elder Scrolls III: Morrowind 2002-ben jelent meg. A franchise tizenötödik évfordulója alkalmából (2009) a játék ingyenesen letölthető a Bethesda webhelyéről.

## Játékmenet
A Daggerfall az Elder Scrolls sorozat többi játékához hasonlóan Tamriel kitalált kontinensén játszódik, ahol a játékos High Rock és Hammerfell tartományok között utazhat. Mint minden Elder Scrolls játékban, a játékos nem köteles követni a küldetések sorozatát, és meghatározott karakterszerepeket sem kell betöltenie, így a készítők megadták a lehetőséget, hogy a játékos úgy játssza a játékot, ahogy jónak látja. A játék több mint 15 000 települést tartalmaz, és a világ felfedezése mellett a játékos számos céhhez, rendhez és valláshoz csatlakozhat, amelyek egyedi küldetéseket és feladatokat adnak. Ha a játékos csatlakozik ezekhez a szervezetekhez, hírnevet szerezhet a játékvilágban, ami befolyásolja a nem játszható karakterek (NPC-k) és más frakciók nézetét a játékosról. 
A játékosok képesek arra is, hogy vámpírrá, vérfarkassá váljanak. És arra is hogy létrehozzák saját varázslataikat.
A harci rendszerben az egér mozgatása határozza meg a támadás irányát és hatását a közelharcban. Ez egy jellemző megoldás volt a 90-es években, ám manapság már nem túl használt. A Daggerfall félelmetes ellenségek széles választékát tartalmazza; a legerősebb a démoni Daedra, ami megnehezítheti az utazást a játék világában. A játék befejezéséhez a játékosnak meg kell látogatnia a játékban található 47 felfedezhető terület közül legalább 6-8-at.

## Cselekmény
A játék térképe az Iliac-öbölben, High Rock és Hammerfell tartományok között található. A játékost a császár személyes kérésére küldik ide, és ki kell szabadítania Lysandus király szellemét földi bilincseiből, ezen felül fel kell fedeznie, hogy mi történt a császár levelével, amelyet Daggerfall volt királynőjének küldött. A levélből kiderül, hogy Lysandus édesanyja, Nulfaga ismeri a Mantella helyét, a kulcsot az első Numidium, egy erős sárgaréz gólem feltámasztásához. A császár azt akarja, hogy kéme rákényszerítse Nulfagát, hogy felfedje a Mantella helyét, hogy a testőrgárda (Blades) befejeze a Numidium rekonstrukcióját. Balesetek és zűrzavarok sora révén a levél egy Gortworg nevű ork kezébe került. Gortworg nem tudja, mi az a Mantella, és konzultál Mannimarcoval, a nekromanták vezetőjével. Ez idő alatt az Underking, aki eredetileg elpusztította az első Numidiumot, mert Tiber Septim helytelenül használta, feltámad a High Rock barlangjaiban. Annak érdekében, hogy a játékos átadhassa valakinek a Mantellát, meg kell ölnie Lysandus király gyilkosát, és lenyugtatnia a szellemet. Ezt követően el kell lopnia Tiber Septim totemjét Daggerfall királyától, Gothrydtól, és ki kell szabadítania a Mantellát az Aetherius börtönéből. Ezt követően a játékosnak hat lehetősége van a Mantella kezelésére.
1. Ha a játékos átadja a Mantellát az Underkingnek, elnyeli annak erejét, örök nyugalomba kerül, és nagy, "magicka mentes" területet teremt maga körül.
2. Ha Gortworg győz, akkor a Numidium segítségével elpusztítja a császári erőket és az Öböl királyait, és az Iliac-öböl többi tartományának uralkodóit. Az Underking röviddel ezután megérkezik, hogy egyszer és mindenkorra elpusztítsa az első Numidiumot, és közben életét veszíti. Gortworgnak ezután sikerül megalapítania Orsiniumot, az orkok királyságát.
3. Ha a Császár Testőrgárdája győz, akkor sikerül újjáteremteniük az első Numidiumot, és ezzel legyőzik az Öböl királyait és az Orkokat, valamint egyesíteniük Tamriel összes tartományát a birodalom alatt.
4. Ha valamelyik Öböli király nyer, az a király az első Numidium segítségével legyőzi a többi királyt, mielőtt az Underking elpusztítja őt és önmagát.
5. Ha Mannimarco megkapja a Mantellát, arra használja, hogy istenné váljon.
6. A stratégiai útmutató szerint a Bethesda tervezett még egy befejezést, de ez nem érhető el a játékon belül: ha a játékos aktiválja a Mantellát, miközben a totem (a Numidium vezérlő eszköze) birtokában van, a Numidium megöli a játékost, kiesik az irányítás alól, és a birodalmi erők elpusztítják.